# Convertisseur Flyback

Fig. 1 : schéma de base d'un convertisseur Flyback.

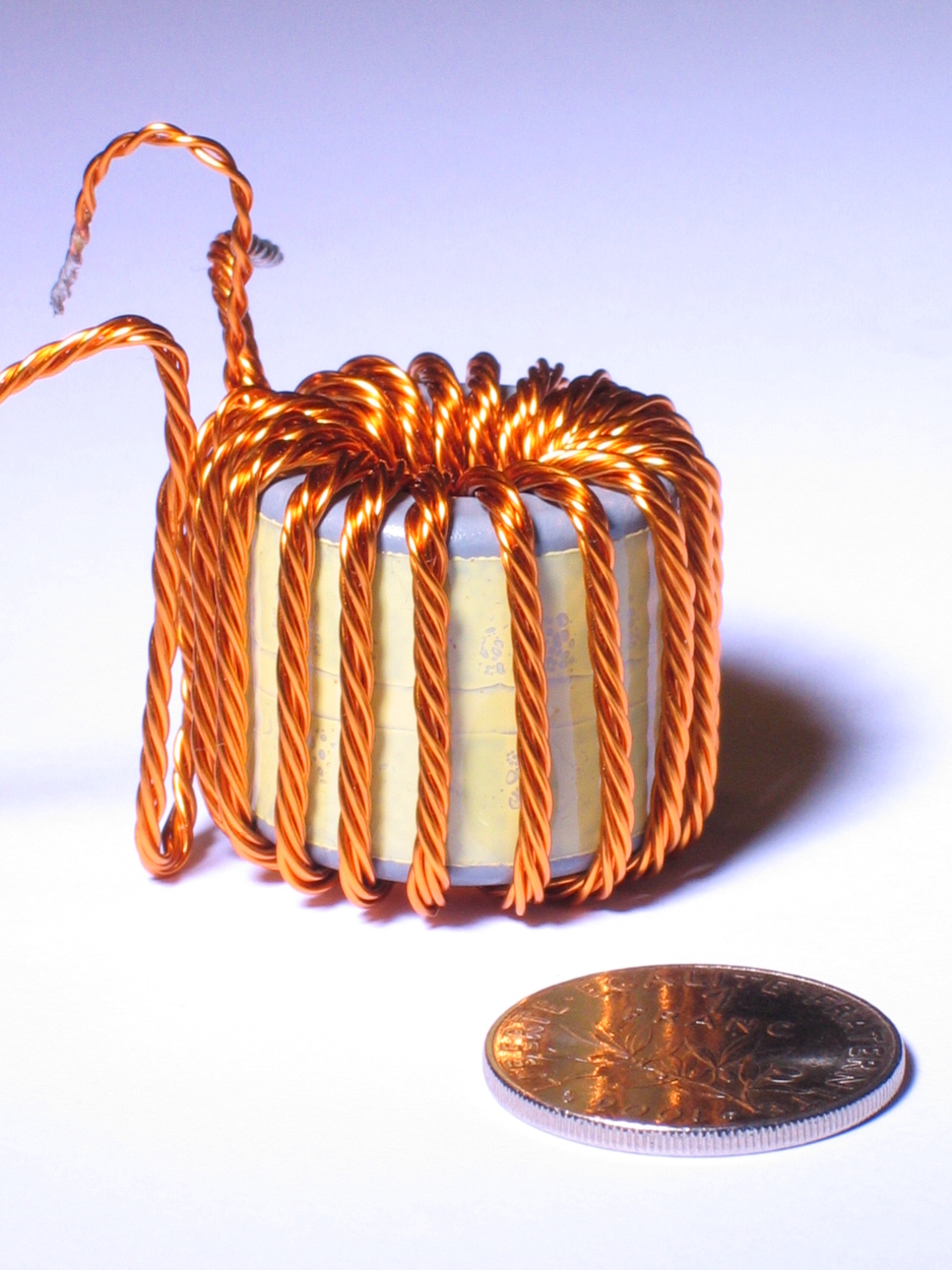
Exemple de transformateur de convertisseur Flyback 250 W à 50 kHz.

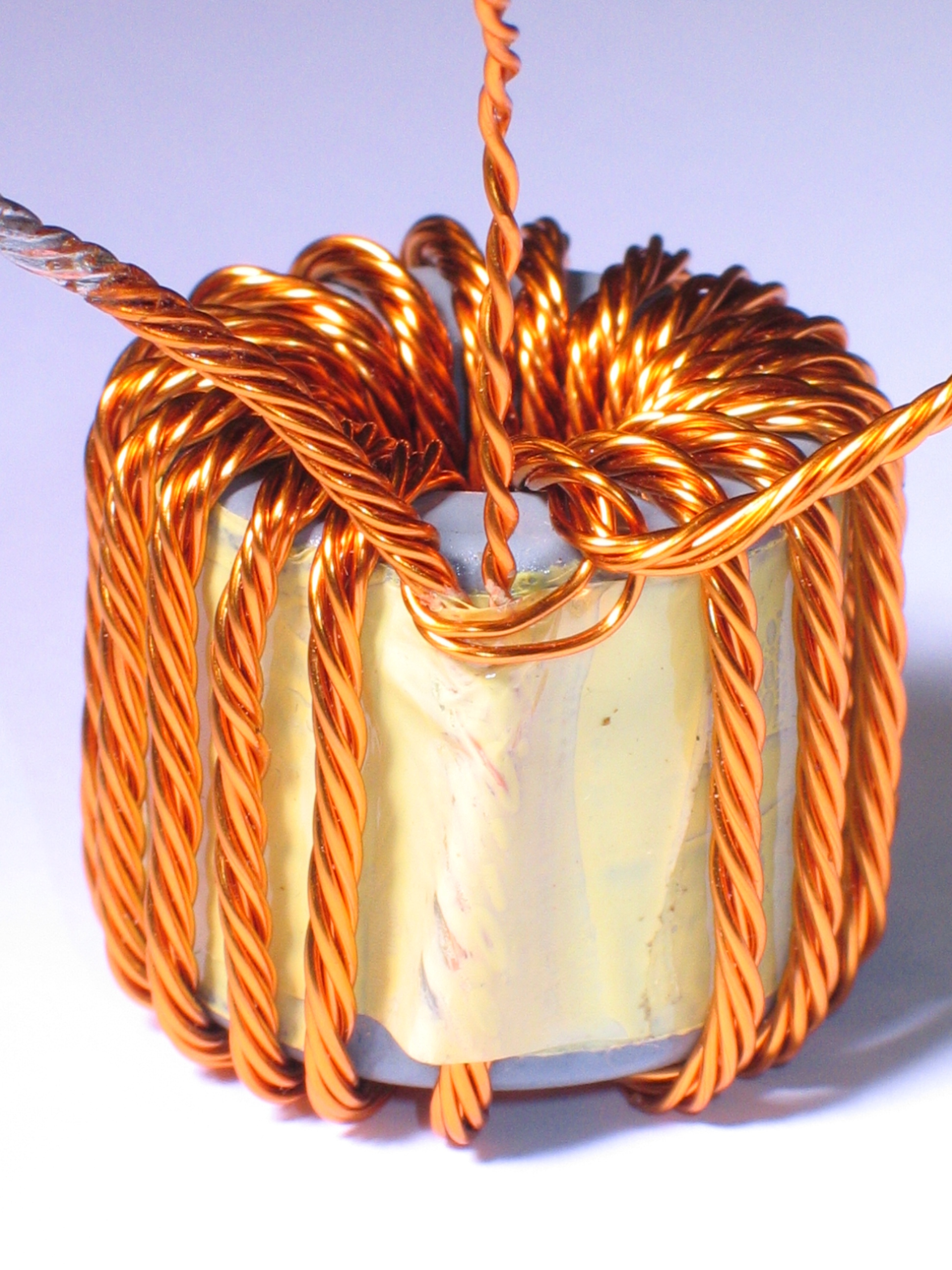
Vue côté sortie.

Un convertisseur Flyback est une alimentation à découpage, généralement avec une isolation galvanique entre l'entrée et la sortie. Son schéma de base est le même que celui d'un convertisseur Buck-Boost dans lequel on aurait remplacé l'inductance par un transformateur (en réalité deux inductances couplées). Le convertisseur Flyback est probablement la structure la plus utilisée en industrie électronique (moniteur LCD, télévision CRT, lecteur de DVD…). Il est généralement réservé aux applications de puissance réduite,,,,.

## Principe de fonctionnement

Fig. 2 : les deux configurations d'un convertisseur Flyback suivant l'état de l'interrupteur T.

Le schéma de base d'un convertisseur Flyback est représenté sur la figure 1. C'est l'équivalent d'un convertisseur Buck-Boost dans lequel on aurait remplacé l'inductance par deux inductances couplées jouant le rôle de transformateur. Par conséquent le principe de fonctionnement des deux convertisseurs est très proche. Dans les deux cas on distingue une phase de stockage d'énergie dans le circuit magnétique et une phase de restitution de cette énergie. Le dimensionnement du circuit magnétique définit la quantité d'énergie que l'on peut stocker mais aussi la rapidité avec laquelle on peut en réaliser le stockage et le déstockage. C'est un paramètre important qui détermine la puissance que peut fournir l'alimentation Flyback.
Le fonctionnement d'un convertisseur Flyback peut être divisé en deux étapes suivant l'état de l'interrupteur T (voir figure 2) :
- dans l'état passant, l'interrupteur T est fermé, le primaire du transformateur est relié directement à la source de tension d'entrée. Il en résulte une augmentation du flux magnétique dans le transformateur. La tension aux bornes du secondaire est négative, bloquant ainsi la diode. C'est le condensateur de sortie qui fournit l'énergie demandée par la charge ;
- dans l'état bloqué, l'interrupteur est ouvert. L'énergie stockée dans le transformateur est transférée à la charge.

Dans la suite de cet article on notera :
- {\displaystyle {\mathcal {R}}\,} la réluctance du circuit magnétique du transformateur ;
- {\displaystyle \varphi \,}   le flux dans le circuit magnétique ;
- {\displaystyle n_{1}\,} le nombre de spires du transformateur au primaire ;
- {\displaystyle n_{2}\,} le nombre de spires du transformateur au secondaire ;
- {\displaystyle \alpha \,}   le rapport cyclique.

## Conduction continue

Fig. 3 : formes d'ondes courant/tension dans un convertisseur Flyback.

Quand un convertisseur Flyback travaille en mode de conduction continue, le flux dans le transformateur ne s'annule jamais. La figure 3 montre les formes d'ondes du courant et de la tension dans le convertisseur.
La tension de sortie est calculée comme suit (en considérant les composants comme parfaits) 

### État passant

#### Courant au primaire
Durant l'état passant, l'interrupteur T est fermé, entraînant l'augmentation du courant suivant la relation :
{\displaystyle V_{e}=V_{1}=L_{1}{\frac {\mathrm {d} I_{1}}{\mathrm {d} t}}}.
On obtient donc :
{\displaystyle I_{1}=I_{1_{min}}+{\frac {V_{e}}{L_{1}}}t}.
Avec {\displaystyle I_{1_{min}}} la valeur du courant à {\displaystyle t=0}. {\displaystyle I_{1_{min}}} correspond aussi à la valeur minimale du courant {\displaystyle I_{1}}. Sa valeur exacte sera déterminée par la suite. À la fin de l'état passant, {\displaystyle I_{1}} a atteint sa valeur maximale {\displaystyle I_{1_{max}}} :
{\displaystyle I_{1_{max}}=I_{1_{min}}+{\frac {V_{e}\cdot \alpha \cdot T}{L_{1}}}},
{\displaystyle \alpha } étant le rapport cyclique. Il représente la durée de la période T pendant laquelle l'interrupteur T conduit. {\displaystyle \alpha } est compris entre 0 (T ne conduit jamais) et 1 (T conduit tout le temps). Comme pour {\displaystyle I_{1_{min}}}, la valeur de {\displaystyle I_{1_{max}}} sera déterminée après l'étude de l'état bloqué.

#### Énergie stockée
À la fin de l'état passant, l'énergie {\displaystyle W_{e}} stockée dans le transformateur vaut :
{\displaystyle W_{e}={\frac {1}{2}}L_{1}I_{1_{max}}^{2}}.
À la fin de l'état passant, l'interrupteur T s'ouvre empêchant ainsi le courant {\displaystyle I_{1}} de continuer à circuler. La conservation de l'énergie stockée dans le transformateur provoque l'apparition d'un courant {\displaystyle I_{2}} dans le secondaire du transformateur, dont la valeur initiale {\displaystyle I_{2_{max}}} peut être calculée grâce à la conservation de l'énergie stockée dans le transformateur lors de son « passage » du primaire vers le secondaire :
{\displaystyle W_{e}={\frac {1}{2}}L_{1}I_{1_{max}}^{2}={\frac {1}{2}}L_{2}I_{2_{max}}^{2}}.
En remplaçant {\displaystyle L_{1}} et {\displaystyle L_{2}} par leur expression en fonction de la réluctance {\displaystyle {\mathcal {R}}} du circuit magnétique et du nombre de spires des enroulements du transformateur, on obtient :
{\displaystyle W_{e}={\frac {1}{2}}{\frac {n_{1}^{2}}{\mathcal {R}}}I_{1_{max}}^{2}={\frac {1}{2}}{\frac {n_{2}^{2}}{\mathcal {R}}}I_{2_{max}}^{2}}.
Soit :
{\displaystyle I_{2_{max}}={\frac {n_{1}}{n_{2}}}I_{1_{max}}}.

#### Tensions
Le calcul de la tension {\displaystyle V_{2}} peut se faire grâce aux relations flux/tension. Le sens relatif des bobinages étant inversé, on a :
{\displaystyle V_{1}=n_{1}{\frac {\mathrm {d} \varphi }{\mathrm {d} t}}} et {\displaystyle V_{2}=-n_{2}{\frac {\mathrm {d} \varphi }{\mathrm {d} t}}},
d'où :
{\displaystyle V_{2}=-{\frac {n_{2}}{n_{1}}}V_{1}}.

### État bloqué

#### Courant au secondaire
Durant l'état bloqué, l'énergie emmagasinée dans le circuit magnétique lors de l'état passant est transférée au condensateur.
{\displaystyle V_{s}=V_{2}=-L_{2}{\frac {\mathrm {d} I_{2}}{\mathrm {d} t}}}
{\displaystyle I_{2}=I_{2_{max}}-{\frac {V_{s}}{L_{2}}}(t-\alpha T)}
À la fin de l'état bloqué, {\displaystyle I_{2}} a atteint sa valeur minimale {\displaystyle I_{2_{min}}}.
{\displaystyle I_{2_{min}}=I_{2_{max}}-{\frac {V_{s}}{L_{2}}}(T-\alpha T)}

#### Énergie stockée
À la fin de l'état bloqué, il y a, comme pour la fin de l'état passant, conservation de l'énergie stockée dans le transformateur. On peut donc écrire :
{\displaystyle W_{e}={\frac {1}{2}}L_{1}I_{1_{min}}^{2}={\frac {1}{2}}L_{2}I_{2_{min}}^{2}}.
En remplaçant {\displaystyle L_{1}} et {\displaystyle L_{2}} par leur expression en fonction de la réluctance {\displaystyle {\mathcal {R}}} du circuit magnétique et du nombre de spires des enroulements du transformateur, on obtient :
{\displaystyle W_{e}={\frac {1}{2}}{\frac {n_{1}^{2}}{\mathcal {R}}}I_{1_{min}}^{2}={\frac {1}{2}}{\frac {n_{2}^{2}}{\mathcal {R}}}I_{2_{min}}^{2}}.
Soit :
{\displaystyle I_{2_{min}}={\frac {n_{1}}{n_{2}}}I_{1_{min}}}.

#### Tensions
Le calcul de la tension {\displaystyle V_{1}} peut se faire grâce aux relations flux/tension. Le sens relatif des bobinages étant inversé, on a :
{\displaystyle V_{1}=n_{1}{\frac {\mathrm {d} \varphi }{\mathrm {d} t}}} et {\displaystyle V_{s}=V_{2}=-n_{2}{\frac {\mathrm {d} \varphi }{\mathrm {d} t}}}.
Soit :
{\displaystyle V_{1}=-{\frac {n_{1}}{n_{2}}}V_{s}}.
La tension {\displaystyle V_{t}} aux bornes de l'interrupteur T vaut :
{\displaystyle V_{t}=V_{e}-V_{1}=V_{e}+{\frac {n_{1}}{n_{2}}}V_{s}}.

### Relation entrée/sortie

#### Tension
Si on considère que le convertisseur a atteint son régime permanent, la tension moyenne aux bornes des enroulements du transformateur est nulle. Si on considère en particulier la tension moyenne {\displaystyle {\bar {V_{2}}}} aux bornes de l'enroulement secondaire :
{\displaystyle {\bar {V_{2}}}={\frac {1}{T}}(-{\frac {n_{2}}{n_{1}}}V_{e}\alpha T+V_{s}(T-\alpha T))=0}.
Soit :
{\displaystyle V_{s}={\frac {n_{2}}{n_{1}}}{\frac {\alpha }{1-\alpha }}V_{e}}.
On obtient la même relation que pour le convertisseur Buck-Boost au rapport de transformation {\displaystyle {\frac {n_{2}}{n_{1}}}} près. Cela est dû au schéma de base d'un convertisseur Flyback qui est le même que celui d'un convertisseur Buck-Boost dans lequel on aurait remplacé l'inductance par un transformateur de rapport {\displaystyle {\frac {n_{2}}{n_{1}}}}. La tension de sortie ne dépend pas du courant de sortie, mais uniquement du rapport cyclique et de la tension d'entrée.

#### Courant
Si on considère que le convertisseur est parfait, on retrouve en sortie la puissance consommée en entrée :
{\displaystyle {\bar {V_{e}}}{\bar {I_{1}}}={\bar {V_{s}}}{\bar {I_{s}}}}.
Soit :
{\displaystyle {\bar {I_{1}}}={\frac {\bar {V_{s}}}{\bar {V_{e}}}}{\bar {I_{s}}}}.
Finalement :
{\displaystyle {\bar {I_{1}}}={\frac {n_{2}}{n_{1}}}{\frac {\alpha }{1-\alpha }}{\bar {I_{s}}}}.
On peut trouver les valeurs de {\displaystyle I_{1_{min}}} et {\displaystyle I_{1_{max}}} en calculant la valeur moyenne de {\displaystyle I_{1}} :
{\displaystyle {\bar {I_{1}}}={\frac {1}{T}}\int _{T}I_{1}(t)={\frac {1}{T}}(I_{1_{min}}\alpha T+{\frac {\alpha T(I_{1_{max}}-I_{1_{min}})}{2}})=\alpha (I_{1_{min}}+{\frac {I_{1_{max}}-I_{1_{min}}}{2}})}.
En remplaçant {\displaystyle I_{1_{max}}-I_{1_{min}}} par son expression en fonction de {\displaystyle V_{e},\alpha ,T} et {\displaystyle L_{1}} :
{\displaystyle {\bar {I_{1}}}=\alpha (I_{1_{min}}+{\frac {V_{e}\cdot \alpha \cdot T}{2L_{1}}})}.
Soit finalement en remplaçant  {\displaystyle {\bar {I_{1}}}} par son expression en fonction du courant de sortie :
{\displaystyle I_{1_{min}}={\frac {n_{2}}{n_{1}}}{\frac {1}{1-\alpha }}{\bar {I_{s}}}-{\frac {V_{e}\cdot \alpha }{2L_{1}f}}},
{\displaystyle I_{1_{max}}={\frac {n_{2}}{n_{1}}}{\frac {1}{1-\alpha }}{\bar {I_{s}}}+{\frac {V_{e}\cdot \alpha }{2L_{1}f}}}.
Grâce au rapport de transformation on obtient facilement {\displaystyle I_{2_{min}}} et {\displaystyle I_{2_{max}}}
{\displaystyle I_{2_{min}}={\frac {1}{1-\alpha }}{\bar {I_{s}}}-{\frac {n_{1}}{n_{2}}}{\frac {V_{e}\cdot \alpha }{2L_{1}f}}},
{\displaystyle I_{2_{max}}={\frac {1}{1-\alpha }}{\bar {I_{s}}}+{\frac {n_{1}}{n_{2}}}{\frac {V_{e}\cdot \alpha }{2L_{1}f}}}.

## Conduction discontinue

Fig. 4 : formes d'ondes courant/tension dans un convertisseur Flyback en conduction discontinue.

Dans certains cas, la quantité d'énergie demandée par la charge est assez faible pour être transférée dans un temps plus court qu'une période de commutation. Dans ce cas, le flux circulant dans le transformateur s'annule pendant une partie de la période. La seule différence avec le principe de fonctionnement décrit précédemment, est que l'énergie stockée dans le circuit magnétique est nulle en début de cycle (voir les formes d'ondes sur la figure 4). Bien que faible, la différence entre conduction continue et discontinue a un fort impact sur la formule de la tension de sortie. La tension de sortie peut être calculée de la façon suivante :

### État passant
À l'état passant, la seule différence entre conduction continue et discontinue est que le courant {\displaystyle I_{1_{min}}} est nul. En reprenant les équations obtenues en conduction continue et en annulant {\displaystyle I_{1_{min}}} on obtient donc :
{\displaystyle I_{1}={\frac {V_{e}}{L_{1}}}t},
{\displaystyle I_{1_{max}}={\frac {V_{e}\cdot \alpha T}{L_{1}}}},
{\displaystyle I_{2_{max}}={\frac {n_{1}}{n_{2}}}I_{1_{max}}={\frac {n_{1}}{n_{2}}}{\frac {V_{e}\cdot \alpha T}{L_{1}}}},
et enfin :
{\displaystyle V_{2}=-{\frac {n_{2}}{n_{1}}}V_{e}}.

### État bloqué
Durant l'état bloqué, l'énergie emmagasinée dans le circuit magnétique durant l'état passant est transférée au condensateur.
{\displaystyle V_{S}=V_{2}=-L_{2}{\frac {\mathrm {d} I_{2}}{\mathrm {d} t}}}
{\displaystyle I_{2}=I_{2_{max}}-{\frac {V_{s}}{L_{2}}}(t-\alpha T)}
Pendant l'état bloqué, I2 s'annule après δ.T :
{\displaystyle I_{2_{max}}-{\frac {V_{s}}{L_{2}}}\delta .T=0}.
En remplaçant {\displaystyle I_{2_{max}}} par son expression, on obtient :
{\displaystyle \delta ={\frac {V_{e}}{V_{s}}}{\frac {L_{2}}{L_{1}}}{\frac {n_{1}}{n_{2}}}\alpha }.
En remplaçant {\displaystyle L_{1}} et {\displaystyle L_{2}} par leur expression en fonction de la réluctance {\displaystyle {\mathcal {R}}} du circuit magnétique et du nombre de spires des enroulements du transformateur, on obtient :
{\displaystyle \delta ={\frac {V_{e}}{V_{s}}}{\frac {n_{2}}{n_{1}}}\alpha }.

### Relation entrée/sortie
Le courant dans la charge Is est égal au courant moyen traversant la diode (I2). Comme on peut le voir sur la figure 2, le courant traversant la diode est égal à celui dans le secondaire pendant l'état bloqué.
Par conséquent, le courant traversant la diode peut être écrit de la façon suivante :
{\displaystyle I_{s}={\bar {I_{2}}}={\frac {I_{2_{max}}}{2}}\delta }.
En remplaçant I2max et δ par leurs expressions respectives, on obtient :
{\displaystyle I_{s}={\frac {n_{1}}{n_{2}}}{\frac {V_{e}\cdot \alpha T}{2L_{1}}}{\frac {V_{e}}{V_{s}}}{\frac {n_{2}}{n_{1}}}\alpha ={\frac {V_{e}^{2}\cdot \alpha ^{2}T}{2L_{1}V_{s}}}}.
Par conséquent, le gain de tension en sortie peut être écrit de la façon suivante :
{\displaystyle {\frac {V_{s}}{V_{e}}}={\frac {V_{e}\cdot \alpha ^{2}T}{2L_{1}I_{s}}}}.

## Limite entre la conduction continue et discontinue

Fig. 5 : Évolution de la tension de sortie normalisée d'un convertisseur Flyback avec un courant de sortie normalisé.

Comme expliqué dans le paragraphe précédent, le convertisseur fonctionne en conduction discontinue quand le courant demandé par la charge est faible, et il fonctionne en conduction continue pour les courants plus importants. La limite entre conduction continue et conduction discontinue est atteinte quand le courant dans l'inductance s'annule juste au moment de la commutation. Avec les notations de la figure 4, cela correspond à :
{\displaystyle \alpha \cdot T+\delta \cdot T=T},
{\displaystyle \alpha +\delta =1}.
Dans ce cas, le courant de sortie Islim (courant de sortie à la limite de la conduction continue et discontinue) est donné par la relation :
{\displaystyle I_{s_{lim}}={\bar {I_{2}}}={\frac {I_{2_{max}}}{2}}\left(1-\alpha \right)}.
En remplaçant I2max par son expression en conduction discontinue :
{\displaystyle I_{s_{lim}}={\frac {n_{1}}{n_{2}}}{\frac {V_{e}\cdot \alpha T}{2L_{1}}}\left(1-\alpha \right)}.
À la limite entre les deux modes de conduction, la tension de sortie obéit aux expressions des deux modes. On utilisera celle donnée pour le mode de conduction continue :
{\displaystyle {\frac {V_{s}}{V_{e}}}={\frac {n_{2}}{n_{1}}}{\frac {\alpha }{1-\alpha }}}.
On peut donc réécrire {\displaystyle I_{s_{lim}}} de la façon suivante :
{\displaystyle I_{s_{lim}}={\frac {n_{1}}{n_{2}}}{\frac {V_{e}\cdot \alpha T}{2L_{1}}}{\frac {n_{2}}{n_{1}}}{\frac {V_{e}}{V_{s}}}\alpha ={\frac {V_{e}\cdot \alpha T}{2L_{1}}}{\frac {V_{e}}{V_{s}}}\alpha }.
Introduisons deux nouvelles notations :
- la tension normalisée, définie par {\displaystyle \left|V_{s}\right|={\frac {V_{s}}{V_{e}}}}, qui correspond au gain en tension du convertisseur ;
- le courant normalisé, défini par {\displaystyle \left|I_{s}\right|={\frac {n_{2}}{n_{1}}}{\frac {L_{1}}{T\cdot V_{e}}}I_{s}}. Le terme {\displaystyle {\frac {n_{1}}{n_{2}}}{\frac {T\cdot V_{e}}{L_{1}}}} correspond au courant secondaire maximal que l'on peut théoriquement atteindre lors d'un cycle (variation du courant au primaire atteinte pour {\displaystyle \alpha =1}). On obtient donc, en régime permanent, {\displaystyle \left|I_{s}\right|} égale 0 quand le courant de sortie est nul, et 1 pour le courant maximum que peut fournir le convertisseur.

En utilisant ces notations, on obtient :
- en conduction continue, {\displaystyle \left|V_{s}\right|={\frac {n_{2}}{n_{1}}}{\frac {\alpha }{1-\alpha }}} ;
- en conduction discontinue, {\displaystyle \left|V_{s}\right|={\frac {n_{2}}{n_{1}}}{\frac {\alpha ^{2}}{2\left|I_{s}\right|}}} ;
- le courant limite entre la conduction continue et discontinue est :{\displaystyle I_{s_{lim}}={\frac {n_{1}}{n_{2}}}{\frac {V_{e}T}{2L_{1}}}\alpha (1-\alpha )={\frac {I_{s_{lim}}}{2\left|I_{s}\right|}}\alpha (1-\alpha )}. Par conséquent, la frontière entre conduction continue et discontinue est décrite par : {\displaystyle {\frac {1}{2\left|I_{s}\right|}}\alpha \left(1-\alpha \right)=1}.

Cette courbe a été tracée sur la figure 5 pour {\displaystyle {\frac {n_{2}}{n_{1}}}=1}. La différence de comportement entre conduction continue et discontinue est très nette. Cela peut engendrer des problèmes d'asservissement de la tension de sortie.

## Influence des inductances de fuites

Schéma d'un convertisseur Flyback avec l'inductance de fuite primaire.

Les formes d'ondes décrites précédemment ne sont valables que si tous les composants sont considérés comme parfaits. En réalité, on peut observer une surtension aux bornes de l'interrupteur commandé lors de son ouverture. Cette surtension provient de l'énergie stockée dans l'inductance de fuite {\displaystyle L_{f1}} au primaire du transformateur. L'inductance de fuite n'étant pas « directement » reliée au primaire du transformateur, l'énergie qu'elle contient au moment de l'ouverture de l'interrupteur ne peut être transférée au secondaire. L'évacuation de l'énergie stockée dans cette inductance parasite va créer une surtension aux bornes de l'interrupteur. De plus, l'annulation du courant traversant l'interrupteur ne se faisant pas sous une tension nulle, {\displaystyle L_{f1}} va aussi engendrer des pertes par commutations. Ces pertes peuvent être réduites par l'adjonction de circuits d'aide à la commutation.
Il existe aussi une inductance de fuite au secondaire. Cette inductance va, elle aussi, engendrer des pertes et diminuer l'énergie fournie par l'alimentation à la charge. Dans le cas d'alimentation possédant de multiples sorties, les inductances de fuites aux secondaires vont créer des pertes différentes sur chacune des sorties.

## Structures spécifiques

### Alimentation à absorption sinusoïdale
Dans le cas d'un convertisseur alimenté par un pont de diodes dont la sortie est reliée à un condensateur, le facteur de puissance n'est pas unitaire, principalement du fait de la forme du courant absorbé. Ce montage, qui ne respecte pas les règles d'interconnexions de l'électronique de puissance, relie une source de tension, le secteur, avec une autre source de tension, le condensateur. Il en résulte que le courant n'est limité que par les imperfections du montage. Si la charge du pont de diodes est un convertisseur de type Flyback, alors les règles d'interconnexions des sources sont respectées et il est possible de contrôler  le courant absorbé. Avec un asservissement approprié, on peut imposer au convertisseur d'absorber un  courant quasi sinusoïdal en phase avec la tension du secteur et donc de facteur de puissance unitaire.

### Régime auto-oscillant
Un convertisseur Flyback en régime auto-oscillant fait varier sa fréquence de découpage afin de toujours fonctionner à la limite de la conduction continue et de la conduction discontinue. Un tel dispositif permet de réduire la taille du transformateur et de limiter les pertes des recouvrements dans la diode ; par contre, il augmente les contraintes sur l'interrupteur.

## Applications
Les convertisseurs Flyback sont utilisés pour réaliser des alimentations :
- de faible coût à sorties multiples ;
- à haute tension et à faible puissance.

### Fonctionnement à puissance constante

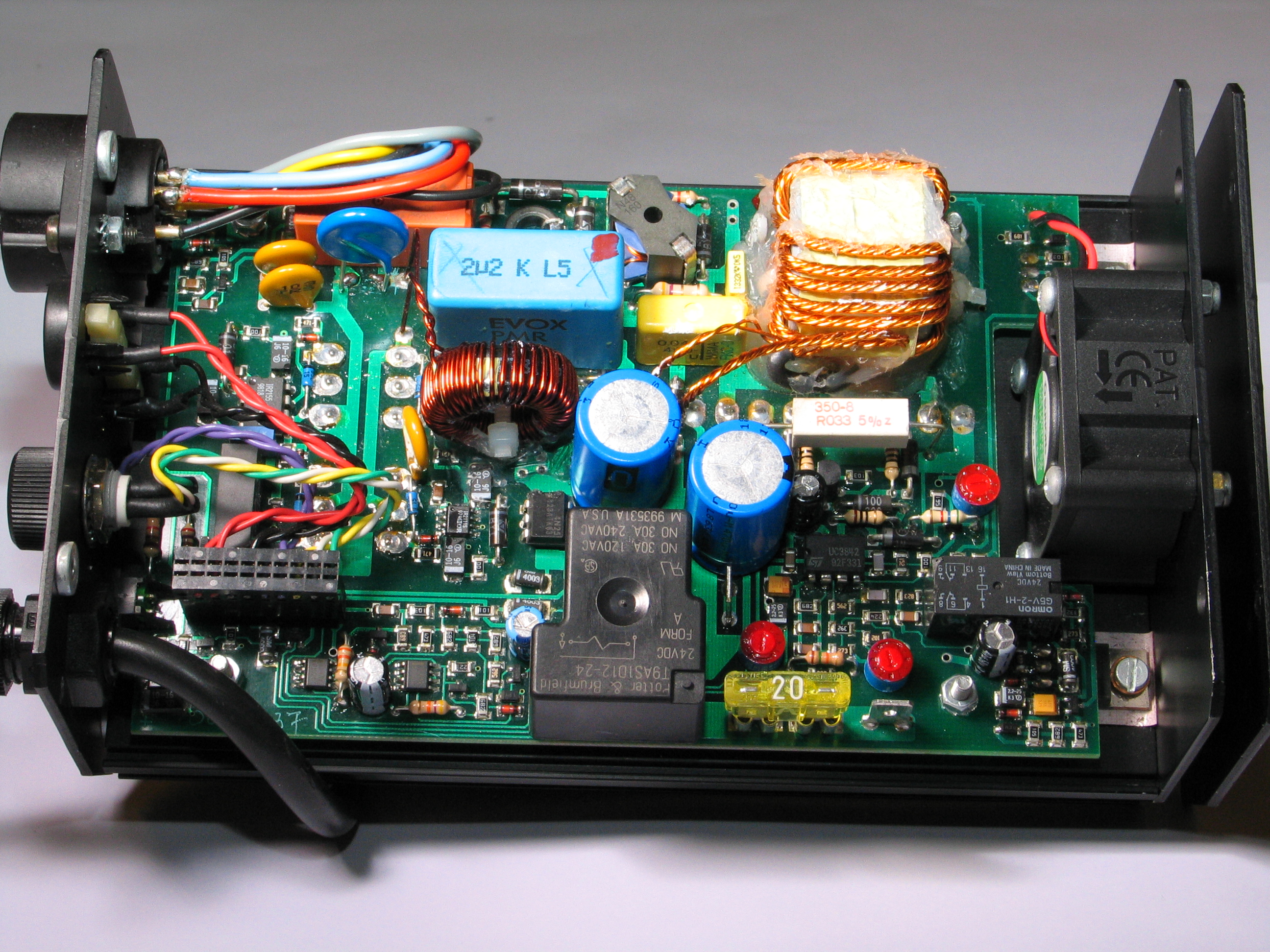
Circuit électronique d'un ballast pour lampe HMI utilisant un convertisseur Flyback de 250 W.

A condition qu'il ait été conçu pour fonctionner en mode de conduction discontinue sur toute la plage concernée, un Flyback peut délivrer naturellement une puissance constante à la charge : pour ce faire, on régule le courant {\displaystyle I_{1_{max}}} à une valeur constante. Ceci est particulièrement bien adapté à l'alimentation de lampes à décharge, comme les lampes aux halogénures métalliques, dont la puissance doit être maintenue constante durant toute la durée de vie, la tension d'arc augmentant en fonction de l'usure des électrodes (le temps de conduction de la diode va varier, mais l'énergie transférée à chaque cycle sera la même). Le contrôle-commande d'un tel convertisseur est alors très simple car il ne  nécessite pas le recours à une quelconque régulation de puissance. De ce fait, il n'y a pas de risque d'instabilités de régulation liées aux caractéristiques dynamiques de la lampe (en particulier dues à la résistance négative de l'arc pendant les phases d'allumage). Dans le cas d'un appareil portable, alimenté par batterie, la compensation de la variation de tension de celle-ci s'obtient très facilement en asservissant la consigne de courant à cette variation. Le « Dimmage » (réglage de l'intensité lumineuse) est également simplifié par le réglage direct du courant de consigne du hacheur.